# 貝殼島
貝殼島（日语：／ Kaigara jima */?），俄羅斯稱西格納爾內島（羅馬化：Ostrov Signalnyy），是位在俄羅斯薩哈林州與日本北海道之間的一個低潮高地（Low-tide elevation），俄羅斯與日本兩國皆宣稱擁有此地主權，但由俄羅斯實際控制，並在此島部署少量的沿岸警察。日語名字來源於阿伊努語的「koy-ka-ra-i」（波浪之上的低矮岩石）。
貝殼島的位置大約是在日本的根室半島納沙布岬與俄羅斯所實際治理的水晶島（日本也宣稱擁有其主權）間之珸瑤瑁水道的中點位置，距離納沙布岬約3.7公里。雖然被稱為一座島嶼，但根據聯合國海洋法公約低潮高地並不被賦予島嶼的地位。
1937年時日本曾在貝殼島上設置貝殼島燈塔，可自納沙布岬直接目視遠眺，是海水水位高漲、貝殼島完全沈入水面之下時唯一還能辨識該島位置的標示物。

## 外部連結
- misestudchino: 千島列島 - Chishima rettō (archipiélago de las Mil Islas) （页面存档备份，存于）